# Хокеј на трави на Летњим олимпијским играма 2004.
Такмичења у хокеју на трави на 28. Летњим олимпијским играма у Атини 2004. године одржавала су се 14 дана почевши од 14. августа, а завршена су финалним утакмицама 26 и 27. августа. Утакмице су се играле у Олимпијском хокеј центру у Атини.
На такмичењу у хокеју на трави учествовале су 10 екипа у женској и 12 екипа у мушкој конкуренцији, који су морали проћи кроз квалификациона такмичења, осим екипа земље домаћина који се као такав директно квалификовао.

## Календар такмичења
| К | Квалификације | ½ | Полуфинале | Ф | Финале |

| Event↓/Date → | 14. август | 15. август | 16. август | 17. август | 18. август | 19. август | 20. август | 21. август | 22. август | 23. август | 24. август | 25. август | 26. август | 27. август |
| ------------- | ---------- | ---------- | ---------- | ---------- | ---------- | ---------- | ---------- | ---------- | ---------- | ---------- | ---------- | ---------- | ---------- | ---------- |
| Мушкарци      |            | К          |            | К          |            | К          |            | К          |            | К          |            | ½          |            | Ф          |
| Жене          | К          |            | К          |            | К          |            | К          |            | К          |            | ½          |            | Ф          |            |

## Систем такмичења
У првом делу екипе играју у две групе по једноструком лигашком систему. За победу се добију три бода, за нерешено један бод, а за пораз нула бодова. 
Критеријуми за пласман су: освојени бодови, број победа, гол-разлика, постигнути голови, међусобни сусрет. Ако се ни после свих ових критеријума не може одредити пласман, организује се такмичење у извођењу казнених удараца
Прве две екипе из обе групе пролазе у полуфинале где играју мечеве по унакрсном систему (1А-2Б и 1Б-2А). Остали доигравају за пласман.

## Биланс медаља
| Позиција   | Држава     | Злато | Сребро | Бронза | Укупно |
| ---------- | ---------- | ----- | ------ | ------ | ------ |
| 1          | Немачка    | 1     | 0      | 1      | 2      |
| 2          | Аустралија | 1     | 0      | 0      | 1      |
| 3          | Холандија  | 0     | 2      | 0      | 2      |
| 4          | Аргентина  | 0     | 0      | 1      | 1      |
| Укупно (4) | Укупно (4) | 2     | 2      | 2      | 6      |